# گردفرامرز
روستای گردفرامرز به لهجۀ یزدی «کیفرمرز» یا «کفلامرز» که تأسیس آن به  امیر فرامرز فرزند امیرعلی گرشاسب نسبت داده شده ، در آل کاکوییه در قرن پنجم و ششم هجری بنا شده است . مردمان آن بیشتر کشاورز و باغدار هستند. 
گردفرامرز که اکنون از توابع شهر شاهدیه ی یزد است ، در فاصله ی شش کیلومتری از دروازه قرآن یزد قرار دارد و از سمت دیگر به جاده کنارگذر یزد- کرمان و در جوار زیارتگاه شیخ محمدسلطان منتهی می شود.
نام خانوادگی اکثر مردم این خطه « سلطانی گردفرامرزی» است که همگی منسوب به صاحب زیارتگاه فوق می باشند.
جمعیت فعلی گردفرامرز بیش از چهار هزار نفر بوده که اکثر آن ها در شهرک های طالقانی و امام رضا (ع) و ما بقی آن ها در بافت قدیم ساکن می باشند.
درمحله ی قدیمی گردفرامرز سه مسجد وجود داشته است که در حال حاضر نیز دایر و مورد استفاده ی مردم این سامان می باشد. از این میان ، مسجد مطیع از قدمت بیشتری برخوردار بوده و اکنون  در وسط بافت قدیم و در کنار خیابان شهدای گردفرامرز واقع شده است.
از دیگر مساجد قدیمی این دیار ، مسجدملاجعفر است که در نزدیکی قلعه ی گردفرامرز واقع شده و در جنب آن آب انبار ، حمام و حسینیه ی قدیمی محل قرار دارد.
مسجد جامع یا  نو سومین مسجد از مساجد قدیمی این جاست که در حدود 60 الی 70 سال پیش ریگ های روان آن را پُر کرده و پوشانده بود که از زیر ریگ بیرون آورده شد و مورد استفاده ی مردم قرار گرفت . این مسجد از اول انقلاب تا کنون ، محل برگزاری نماز جمعه در گردفرامرز است.
کوچه هایی که به درهای ورودی هرسه مسجد منتهی می گردند ، مسقّف بوده و به اصطلاح دارای ساباط می باشند که در قدیم ، محلی برای استراحت مردم بوده است . اکنون هر سه ساباط سالم بوده و مورد استفاده است ، زیرا توسط میراث فرهنگی ، تعمیر و بازسازی شده است.
گردفرامرز قطب نساجی ایران در تولید پارچه مبلی و روفرشی و ترمه و پرده و لباس میباشد